# Rhyacophila tolungpa
Rhyacophila tolungpa är en nattsländeart som beskrevs av Schmid 1970. Rhyacophila tolungpa ingår i släktet Rhyacophila och familjen rovnattsländor. Inga underarter finns listade i Catalogue of Life.